# گی مرشان
گی مَرشان (فرانسوی: Guy Marchand‎؛ زادهٔ ۲۲ مهٔ ۱۹۳۷ – درگذشتهٔ ۱۵ دسامبر ۲۰۲۳) هنرپیشه و خواننده اهل فرانسه بود.
از فیلم‌ها یا برنامه‌های تلویزیونی که وی در آن نقش داشته‌است می‌توان به تحت بازداشت، شماره یک بزرگ قرمز، پسرخاله غذا، دختری زیبا مثل من، بین خودمان، بومارشه، گستاخ، دستبرد و دنیای جدید اشاره کرد.